# Universität für Außenwirtschaft und Handel

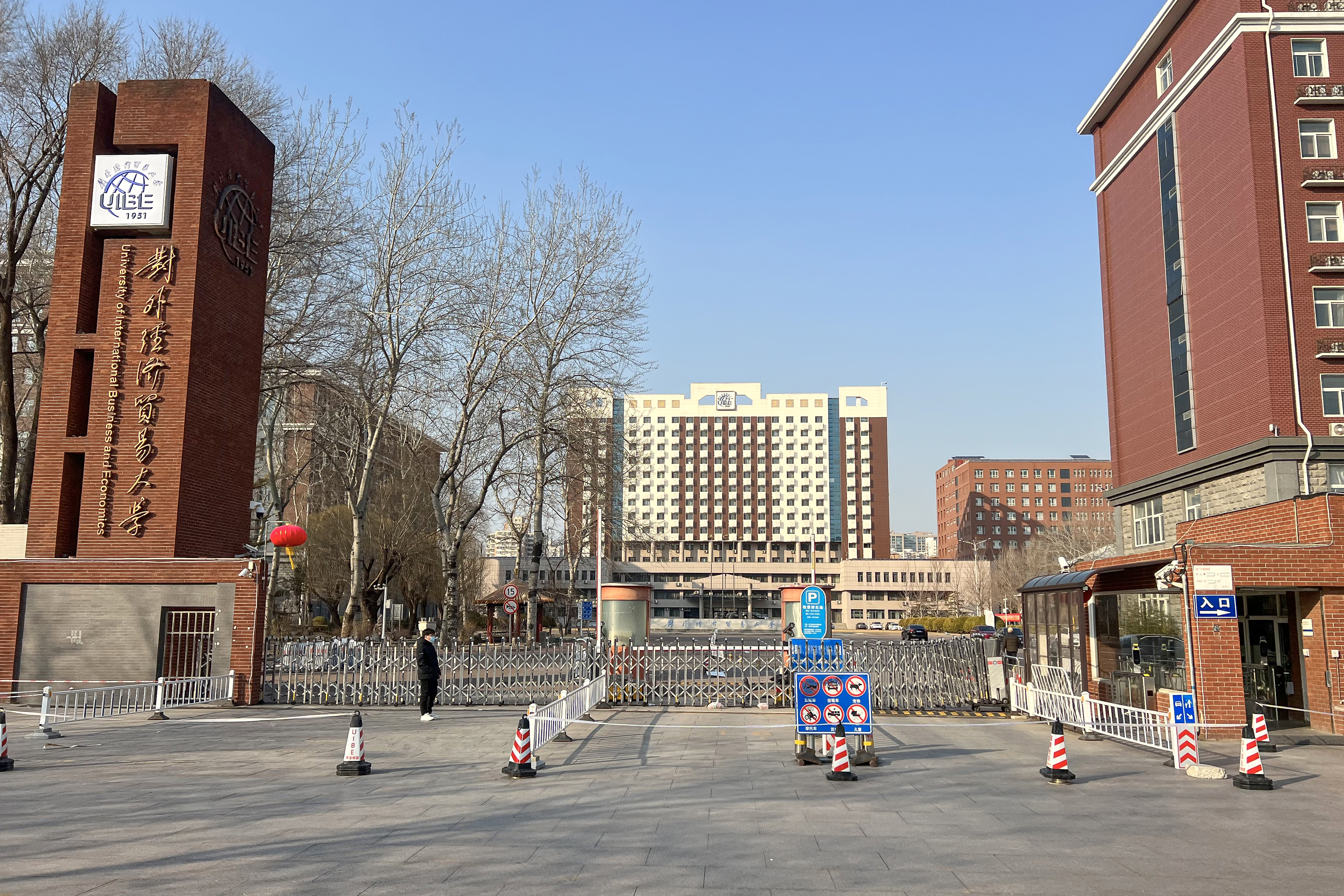
Die Universität für Außenwirtschaft und Handel

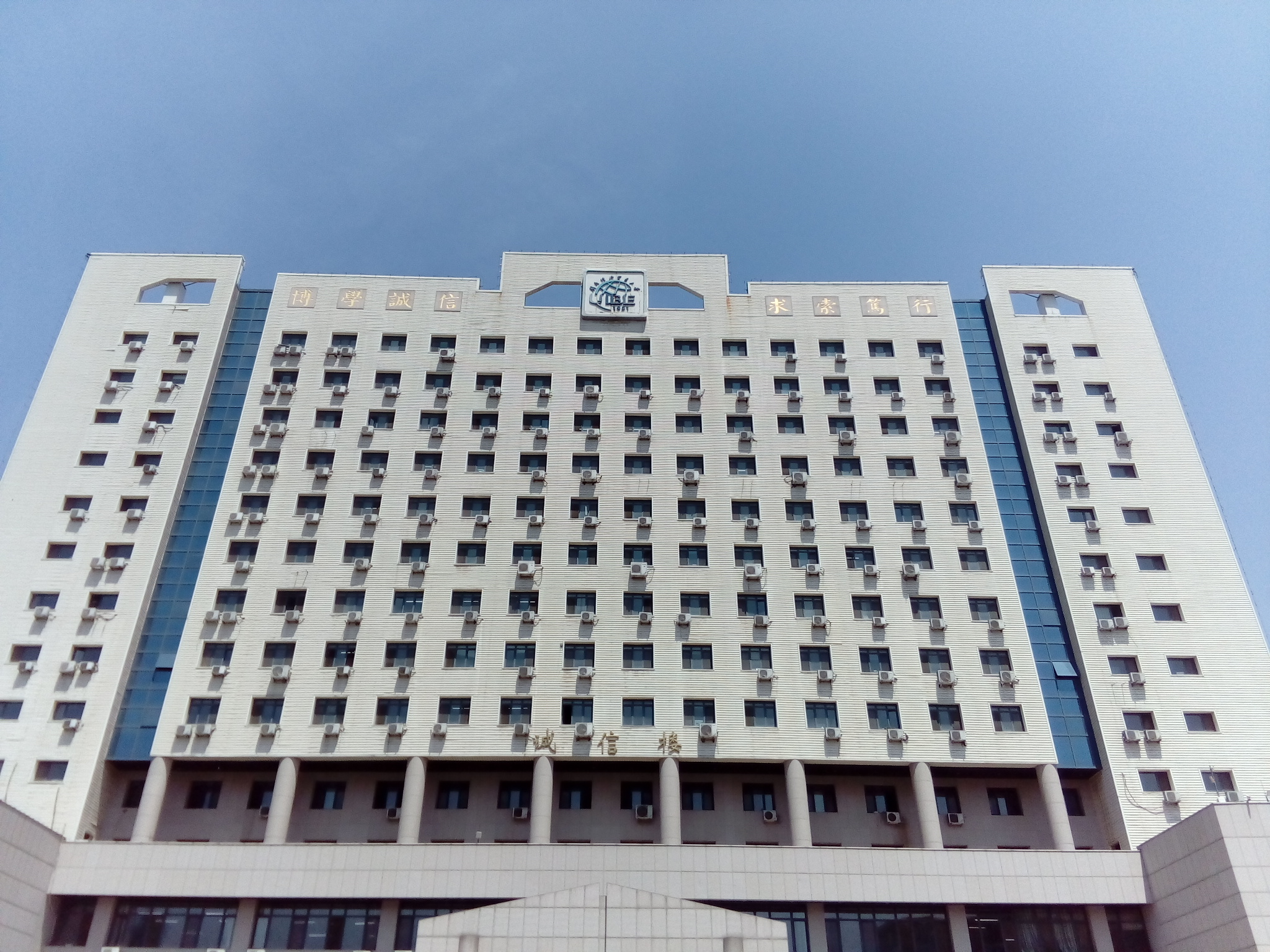
Chengxin-Gebäude auf dem Campus

Die Universität für Außenwirtschaft und Handel (chinesisch 對外經濟貿易大學 / 对外经济贸易大学, Pinyin Duìwài Jīngjì Màoyì Dàxué), im englischen Sprachraum als University of International Business and Economics, UIBE bekannt, ist eine Universität in der Volksrepublik China. Sie liegt in Pekings Stadtbezirk Chaoyang. Derzeit studieren an der Universität für Außenwirtschaft und Handel ungefähr 12.400 Studenten, wovon 2.400 internationale Studenten sind.

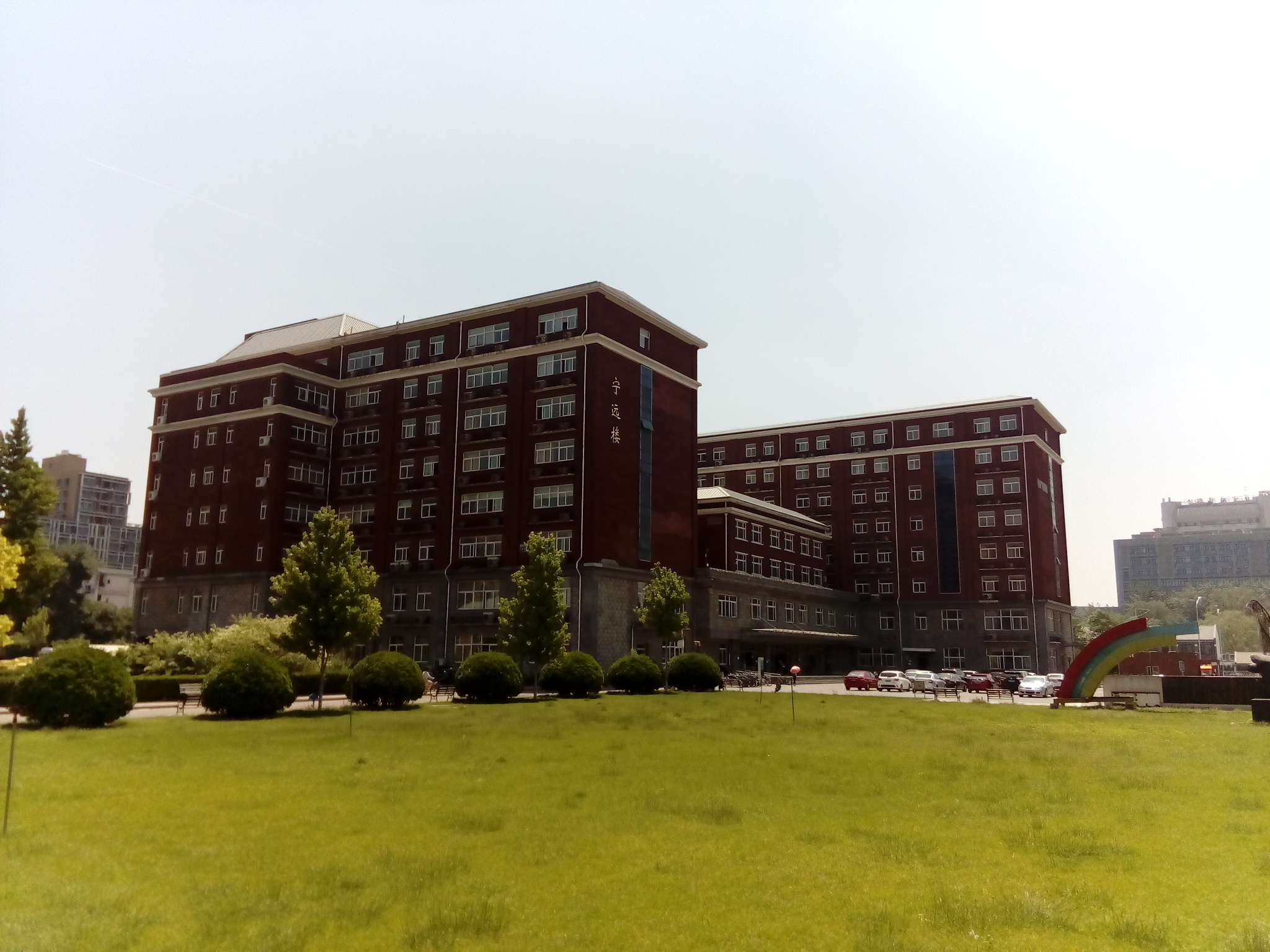
Campus der UIBE

## Geschichte
Die Universität für Außenwirtschaft und Handel wurde 1951 als „Pekinger Hochschule für Außenwirtschaft“ gegründet. Bereits im Jahr 1960 ernannte sie die Regierung, auf Grund ihrer herausragenden Lehre, zur „Schwerpunkthochschule“ (vgl. Projekt 211). Im November 1989 traf sich an der Universität, zum ersten Mal in der Geschichte des Landes, ein Kuratorium aus wichtigen Vertreten der Wirtschaft, das sich auch weiterhin mit der wirtschaftlichen Entwicklung Chinas befasst. Im Mai 1997 wurde die Universität für Außenwirtschaft und Handel in das Projekt 211 aufgenommen und konnte sich seither in der chinesischen Hochschullandschaft als eine der besten Universitäten in ihrem Bereich, etablieren. Seit 2000 wird sie vom Bildungsministerium geleitet. Im selben Jahr wurde ihr außerdem die benachbarte „Chinesische Hochschule für Finanzen“ angegliedert. Die Forschung und Ausbildung, in den mittlerweile insgesamt 15 Fakultäten, konzentriert sich auf die Bereiche Betriebswirtschaftslehre, Volkswirtschaftslehre, Fremdsprachen und Finanzen (Handel, Unternehmensführung und Recht).

## Internationale Studenten
Mehr als 70 % der internationalen Studenten kommen aus Südkorea. Nordkoreaner sind trotz der Nähe zu China selten. Seit einiger Zeit zieht es auch verstärkt nordamerikanische und europäische Studenten (aus Finnland, Frankreich, Italien und Deutschland) an die Universität. Aus dem asiatischen Raum machen außerdem Japaner, Indonesier, Vietnamesen, Thailänder, Kasachen, Mongolen und Russen einen ansehnlichen Teil der Studentenschaft aus. Seit 1998 gibt es ein französisch-chinesisches Austauschprogramm mit der Reims Management School. Ein weiteres Abkommen besteht für spanische Studenten der angesehenen Päpstlichen Universität Comillas sowie der AACSB-akkreditierten ESB Business School.

## Akademische Rankings
Die UIBE ist nach dem „China education ministry and independent education evaluation system“ typischerweise als eine Top 1 oder 2 aus 200 chinesischen Universitäten in den Bereichen Volkswirtschaftslehre, Finanzen, und International Business aufgeführt. Die Business School, auch „International Business School“ genannt, ist nach dem „Forbes Magazine's China's Business School Ranking 2012“ unter den Top 5 Business Schools in China aufgeführt.